# Gadu-Gadu
Gadu-Gadu är ett polskt direktmeddelandeprogram. Namnet betyder ungefär snacka-snacka på polska. Detta program är mest känt för sina olika emotikoner. Den nya versionen av Gadu-Gadu har även en intern radio. Detta program är det mest använda direktmeddelandeprogrammet i Polen.
Gadu-Gadu finns att hämta på www.gadugadu.pl